# GAME Bundesverband der deutschen Games-Branche
Der GAME – Bundesverband der deutschen Games-Branche e. V. (GAME) war der Verband der deutschen Computer- und Videospielbranche. Am 29. Januar 2018 schloss er sich mit dem BIU – Bundesverband Interaktive Unterhaltungssoftware e. V. zum game – Verband der deutschen Games-Branche e. V. zusammen.
Der Verband repräsentierte mit seinen bis zu 110 Unternehmen die Mehrheit der in Deutschland im Bereich der Computerspieleentwicklung und Vermarktung tätigen Unternehmen. 2004 gegründet, setzte sich der Verband für die Verbesserung der wirtschaftlichen und gesellschaftlichen Rahmenbedingungen ein. Tätigkeitsschwerpunkte waren dabei Jugend-, Verbraucher- und Datenschutz sowie Urheberrecht und eCommerce. Von 2004 bis Dezember 2010 führte Stephan Reichart als Hauptgeschäftsführer gemeinsam mit Malte Behrmann (Bereich Politik) und Claas Oehler (Recht und Regulierung) die Geschäfte des Verbandes.
Erster Vorsitzender des Verbandes war Piranha Bytes Mitgründer Tom Putzki von 2004–2006.
Am 29. Januar 2018 haben sich die beiden bisherigen Branchen-Verbände BIU – Bundesverband Interaktive Unterhaltungssoftware und GAME – Bundesverband der deutschen Games-Branche zu einem Verband zusammengeschlossen. Unter dem Namen game – Verband der deutschen Games-Branche vertritt ab sofort ein gemeinsamer Verband die Interessen der deutschen Computerspielbranche.

## Weitere Verbände im Bereich Video- und Computerspiele
- Bundesverband Interaktive Unterhaltungssoftware: Verband der Publisher von Computerspielen
- Verband für Deutschlands Video- und Computerspieler: Computerspieler-Verbraucherverband
- eSport-Bund Deutschland: Interessenverband zur Förderung von E-Sport
- Entertainment Consumers Association: Amerikanischer Videospieler-Verbraucherverband

## Belege
1. ↑  Stephan Reichart: Eine Karriere voller Gelegenheiten. Abgerufen am 29. März 2021.
2. ↑  Tom Putzki (2017) – Cologne Game Lab. Abgerufen am 29. März 2021.
3. ↑  Andreas Wilkens: Spiele-Verbandsfusion: BIU und GAME gehen zusammen. In: Heise online. Verlag Heinz Heise, 29. Januar 2018, abgerufen am 20. März 2018.
4. ↑  Martin Puppe: Zusammenschluss von BIU und GAME: Gemeinsamer Verband vertritt ab sofort die Interessen der gesamten deutschen Games-Branche. In: game.de. Game – Verband der deutschen Games-Branche, 29. Januar 2018, archiviert vom Original (nicht mehr online verfügbar) am 9. Februar 2018; abgerufen am 20. März 2018.